# Molinaferrera
Molinaferrera es una localidad perteneciente al ayuntamiento de Lucillo (provincia de León), dentro del Partido Judicial de Astorga. Dista 6 km de la capital del municipio. Está a 1120 m s. n. m. y a su través circula el río Duerna y próximo a la localidad está el Arroyo del Cabrito.

## Arte
Su iglesia posee un reloj de sol tallado sobre pizarra y números romanos, que está datado de 1689. En la Ermita del Cristo se halla un conjunto escultórico con motivos bíblicos de El Calvario en que se observa a la Virgen María con San Juan en el momento de la crucifixión. Estas esculturas se encuadran dentro del estilo gótico.

## Geología
Punto de interés geológico el valle formado por el río Duerna en el tramo entre Molinaferrera y Chana de Somoza por su rareza biológica respecto al entorno.

## Evolución demográfica
| 2000 | 2001 | 2002 | 2003 | 2004 | 2005 | 2006 | 2007 | 2008 | 2009 | 2010 | 2011 |
| 75   | 73   | 71   | 72   | 69   | 69   | 61   | 59   | 57   | 53   | 48   | 48   |

- Datos: Q6020900
- Multimedia: Molinaferrera / Q6020900